# Двигатель Toyota GZ
Двигатели Toyota серии GZ — V-образные 12-цилиндровые бензиновые двигатели производства Toyota. Они использовались в качестве силовой установки для Toyota Century только на японском рынке с 1997 по 2017 год.

## 1GZ-FE
Единственный двигатель в серии GZ, 1GZ-FE, имеет объём 5,0 л (4996 см3). Конфигурация двигателя — V12, 48-клапанная головка с двумя распредвалами и системой газораспределения VVT-i. Диаметр цилиндра 81 мм, ход поршня 80,8 мм, а степень сжатия 10,5:1. Официальная мощность двигателя 206 кВт (280 л. с.) при 5200 об/мин но также мощность оценивается до 230 кВт (312 л. с.). Максимальный крутящий момент 481 Н·м при 4000 об/мин, причём 400 Н·м уже доступны на 1200 об/мин. Система впрыска топлива контролируется двумя ЭБУ, по одному на каждый ряд цилиндров. Двигатель способен работать на любом одном из двух рядов цилиндров. В 2010 году двигатель был переработан в целях соответствия жёстким стандартам экономии топлива и выбросов, что немного снизило мощность и максимальный крутящий момент до 460 Н·м. 
Двигатель устанавливался с 1997 по 2017 год на Toyota Century. Кроме того, одним из примечательных примеров использования этого двигателя, была 800-сильная Toyota Supra.

### Применения
- 1997—2017 Toyota Century (GZG50)
- 2006—2008 Toyota Century Royal

## 1GZ-FNE
С 2003 по 2005 годы выпускались также двигатели 1GZ-FNE, работающие на природном газе. Они выдают мощность 190 кВт (255 л. с.) и крутящий момент 405 Н·м и позволяют квалифицировать 2-тонный лимузин как автомобиль с низким уровнем выбросов.

### Применения
- 2003—2004 Toyota Century